# حبیب‌الله شاهین
حبیب‌الله شاهین (درگذشته ۱۸ آذر ۱۳۴۱)، تیمسار دریابان و فرمانده نیروی دریایی ارتش شاهنشاهی ایران بود.
شاهین در سال ۱۳۰۶ جزء اولین گروهی بود که در دروه رضا شاه برای دوره نیروی دریایی به ایتالیا اعزام شد. وی به همراه نصرالله نقدی و عبدالله ظلی با درجه ستوان یکمی برای دوره عالی دریایی و دافوس اعزام می‌شوند و در بازگشت شاهین با درجه ناوبان یکمی فارغ‌التحصیل می‌شود.
دریابان شاهین پس از طی مدارج خدمتی در نیروی دریایی شاهنشاهی در سال ۱۳۳۳ به فرماندهی نیروی دریایی ایران رسید و مدت ۶ سال در این پست خدمت کرد.